# Jean-Eudes Gannat
 (mai 2025).
Motif : un seul article centré parmi les sources, principalement des sources d'actu régionale, incertitude autour du respect des CAA
- Archive Wikiwix
- Bing
- Cairn
- DuckDuckGo
- E. Universalis
- Gallica
- Google
- G. Books
- G. News
- G. Scholar
- Persée
- Qwant
- (zh) Baidu
- (ru) Yandex
- (wd) trouver des œuvres sur Wikidata

| 1. | Préciser le motif de la pose du bandeau. | Précisez le motif de la pose du bandeau en utilisant la syntaxe suivante : {{admissibilité à vérifier\|date=juin 2025\|motif=remplacez ce texte par le motif}}                         |
| 2. | Informer les utilisateurs concernés.     | Pensez à avertir le créateur de l'article, par exemple, en insérant le code ci-dessous sur sa page de discussion : {{subst:avertissement admissibilité à vérifier\|Jean-Eudes Gannat}} |

Jean-Eudes Gannat, né le 30 septembre 1994, est un militant politique, journaliste et essayiste français. Connu pour avoir fondé en 2017 le groupe L'Alvarium, il a en 2023 lancé le Mouvement Chouan.

## Biographie

### Origines et débuts
Jean-Eudes Gannat est le fils de Pascal Gannat, ancien directeur de cabinet de Jean-Marie Le Pen et figure du Front national.

### Formation
Jean-Eudes Gannat a entamé des études de droit à l'université d'Angers, au sein de la faculté de droit, économie et gestion (campus Saint-Serge), vers 2012. Il y reste environ dix-huit mois avant de mettre un terme à son cursus, déclarant lui-même ne pas être « fait pour les études ».

### Fondation de L'Alvarium
En 2017, à Angers, il fonde le collectif L'Alvarium, présenté comme un centre identitaire local. Le groupe se fait connaître pour ses actions lors de manifestations, souvent marquées par des heurts avec des militants de gauche,
Le 17 novembre 2021, le ministère de l’Intérieur, Gérald Darmanin, annonce la dissolution officielle de L'Alvarium, dénonçant un activisme identitaire susceptible de troubler l’ordre public,,
D'après Libération, l'Alvarium reçoit le soutien de militants royalistes de l'Action Française, d'anciens membres de Génération identitaire, des Nationalistes d'Yvan Benedetti, ainsi que de l'ancien président du Front national de la jeunesse Julien Rochedy

### Reconstitution et Mouvement Chouan
Après cette dissolution, plusieurs membres relancent des activités politiques via des groupes comme  le RED  ou le Mouvement Chouan, fondé en 2023 avec Jean-Eudes Gannat comme président.
Ce nouveau mouvement se rattache à une ligne national-catholique  anti-républicaine, défini comme une organisation identitaire revendiquant un enracinement catholique et régional dans le Grand Ouest français.

### Procédures judiciaires
En 2023, Gannat est poursuivi pour « reconstitution d’une organisation dissoute », mais il est finalement relaxé par la cour, qui retient un « état de nécessité ».
En septembre 2024, il est à nouveau relaxé par la cour d’appel de Rennes, après avoir été accusé d’injures discriminantes à l’encontre d’un journaliste, des propos que les juges ont estimés relever du débat d’opinion politique, ce qui le dégage de toute culpabilité.

## Ouvrage
En 2022, Jean-Eudes Gannat publie l’essai Pourquoi l'Alvarium aux éditions La Nouvelle Librairie.